# Willy Van Langendonck
Willy Van Langendonck (Mechelen, 1938) is een Belgisch emeritus hoogleraar algemene en Nederlandse taalkunde en naamkunde aan de Katholieke Universiteit Leuven. Verder houdt hij zich bezig met naamtheorie, moderne (Vlaamse) persoonsnaamsystemen (inzake bijnamen) en vondelingennamen. In 2007 is het boek Theory and Typology of Proper Names van Willy Van Langendonck verschenen bij Mouton de Gruyter.